# Roberto Gonzalez de Viñaspre
Roberto Gonzalez de Viñaspre Gonzalo (Bilbao, 13 mai 1961) est linguiste basque, bascophile et philologue. Il vit dès sa jeunesse en Alava, à Saseta (Treviño) et à Vitoria-Gasteiz.
Il est spécialiste en linguistique au Département d'éducation du Gouvernement basque et de l'IVAP. Il a approfondi la toponymie alavaise, surtout à l'intérieur de l'enclave de Treviño.
Le 17 juillet 2015, il est nommé membre correspondant de l'Académie de la langue basque. Représentant d'Euskaltzaindia en Alava depuis juin 2017, il est nommé académicien le 23 février 2018. Il préside actuellement la Commission onomastique. 

## Ouvrages
- "Ezkondu hitzaren etimologiaz" (1986, Euskera aldizkaria 31. liburukia, Euskaltzaindia)
- "Errexal hitzak Arabako toponimian dukeen esanahiaz" (1990, III. Onomastika jardunaldien Agiriak, Euskaltzaindia)
- Trebiño, claves para un contencioso inacabado (1999, Txalaparta (argitaletxea)|Txalaparta)
- Toponimia histórica de Sáseta (Condade de Treviño) (I)", Pedro Uribarrenarekin batera (2005, Fontes Linguae Vasconum|Fontes Linguae Vasconum: Studia et documenta, 98. zk.)
- "Trebiñu aldeko homonimia-kasu batzuk aztergai" (2006, Fontes Linguae Vasconum|Fontes Linguae Vasconum: Studia et documenta, 103. zk.)
- "Toponimia en lengua castellana de Marauri (condado de Treviño): datos para la geografía histórica del euskera", Pedro Uribarrenarekin batera (2008, Oihenart: cuadernos de lengua y literatura, 23. zk.)
- “Más datos para la Historia de la lengua vasca en Älava”, Pedro Uribarrenarekin batera (2009, Herrian aldizkaria 4. zk.) https://es.scribd.com/document/16171669/Nuevos-datos-sobre-la-lengua-vasca-en-Alava-HERRIA-4-2009
- “Apuntes sobre la lengua vasca y la historia de Ubarrundia ”, Toponimia de Vitoria III-Gasteizko Toponimia III, (2010, Onomasticon Vasconiae 29., Euskaltzaindia)
- "Informe sobre las denominaciones Sierra de Toloño y Sierra de Cantabria" (2010, Plazaberri, Euskaltzaindia) http://www.euskaltzaindia.eus/dok/plazaberri/2010/urria/tolootxostena.pdf
- “Despoblados medievales de la merindad de Langrares. Miscelánea histórico-lingüística”, Toponimia de Vitoria IV-Gasteizko Toponimia IV, (2013, Onomasticon Vasconiae 30., Euskaltzaindia)
- "Observaciones para una delimitación de la lengua vasca en Álava", Elena Martínez de Madina Salazarrekin batera (2012, Fontes Linguae Vasconum|Fontes Linguae Vasconum: Studia et documenta, 114. zk.)
- "Cer alcatte edo alcatte ondo" Un dato para la geografía histórica del euskera en la Llanada Alaversa (Axpuru y Heredia), Pedro Uribarrenarekin batera (2013, Fontes Linguae Vasconum|Fontes Linguae Vasconum: Studia et documenta, 116. zk.)
- "Estudio linguistico-historico del nombre Berantevilla" (2013, Euskera aldizkaria 58. liburukia, Euskaltzaindia)
- "Euskarako interpreteak Barrundian, 1710. urtean", Pedro Uribarrenarekin batera (2016, Administrazioa euskaraz, 94. zk.)
- "Euskarazko testamentu bat Arabako Durruma herrian", Pedro Uribarrenarekin batera (2016, Administrazioa euskaraz, 91. zk.)